# Encinas de Esgueva
Encinas de Esgueva è un comune spagnolo di 345 abitanti situato nella comunità autonoma di Castiglia e León.